# Mădălin-Laurențiu Făget
Mădălin-Laurențiu Făget (n.  ?) este un deputat român, ales în 2024 din partea SOS. 